# Oluf Hastrup
Oluf Hastrup (5. února 1875, Frederiksberg – 17. února 1933, Frederiksberg) byl dánský námořník a inspektor jižního Grónska.

## Život
Hastrup byl námořník. V roce 1884 se zúčastnil expedice do západního Grónska na lodi Fylla. Od roku 1895 pracoval jako dobrovolník v Qaqortoqu a v letech 1899–1902 byl zaměstnán jako inspektor v Ivittuutu. V letech 1904–1906 byl asistentem v Nuuku, poté v letech 1908–1910 v Nanortaliku a poté až do roku 1912 v Maniitsoqu. Poté byl povýšen na koloniálního správce. V letech 1914 až 1915 byl inspektorem jižního Grónska. Od roku 1916 byl opět koloniálním správcem, tentokrát v Qaqortoqu, a od roku 1920 působil v Kangersuatsiaqu. V témže roce se stal komisařem a v roce 1921 odešel do důchodu.

## Rodina
Oluf Hastrup byl synem majitele lodi Jense Hastrupa a jeho ženy Petry Hansine Aneline Petersenové. Přes svého otce byl bratrancem námořního důstojníka Rørda Regnara Johannese Hammera (1855–1930). Oženil se ve svých 33 letech 14. dubna 1908 ve svém rodném městě s 19letou Julií Gnattovou, dcerou továrníka Carla Heinricha Rudolpha Gnatta a Julie Caroline Møllerové. Z manželství vzešly tyto děti:
- Karl Heinrich Rudolph Gnatt Hastrup (*9. ledna 1909, Nanortalik)
- Ruth Julie Gnatt Hastrup (*14. dubna 1910, Nanortalik), provdaná za Leifa Hagensena (1900–1976)
- Knud Erik Vilhelm Oluf Gnatt Hastrup (*12. dubna 1919, Qaqortoq)
- narozená mrtvá dcera (*18. května 1922, Kodaň)